# Barbie Hsu
Barbie Hsu (en chino, 徐熙媛; pinyin, Xú Xīyuán; Taipéi, 6 de octubre de 1976 – Tokio, 2 de febrero de 2025), también conocida por su nombre artístico Big S (大S), fue una actriz, cantante y presentadora de televisión taiwanesa. Especialmente conocida por su papel principal en la serie de televisión Meteor Garden (2001).

## Biografía

### Infancia y estudios
Hsu nació en Taipéi, Taiwán en 1976, hija de Huang Chun-mei y Hsu Chien. Es la hija mediana de tres hermanas. Su hermana mayor es Hsu Si-hsien y su hermana menor es Dee Hsu. Su prima, Chelsey Chang Chia-ru, es presentadora de noticias y periodista.
Su familia paterna posee una joyería en Taipei, fundada por su abuelo paterno, un waishengren del condado de Tancheng, Shandong. Cuando era joven, su madre se separó de su padre debido a la presión de su familia para que tuviera un hijo, además de su infidelidad, abuso doméstico y problemas con el juego. La madre de Hsu crio a sus tres hijas sola, trabajando como agente inmobiliaria. A finales de la década de 2000, después de que Barbie y Dee acordaran pagar las deudas de juego de su padre, sus padres se divorciaron oficialmente.
Después de pasar un año en la Academia Nacional de Artes Kuo Kuang, Hsu consideró que la disciplina de estilo militar de la escuela no era adecuada para ella y decidió abandonarla. En 1994, se inscribió en la Escuela de Artes Hwa Kang de Taipei, donde fue compañera de clase de Dee. Durante su estancia en Hwa Kang, las hermanas se hicieron amigas de sus compañeras de clase Pace Wu y Aya Liu. Junto con sus compañeras artistas Christine Fan, Mavis Fan y Makiyo Kawashima, formaron un grupo muy unido conocido como las «Siete Hadas».

### Carrera
Ella y su hermana Dee debutaron en 1994 con el dúo pop ASOS (originalmente llamado SOS por «Sisters of Shu») con la exitosa canción Ten-Minute Love (十分鐘的戀愛). Después de disputas contractuales con su agencia, que les prohibía lanzar álbumes bajo el nombre del grupo, cambiaron el nombre a ASOS y enfocaron su carrera a presentadores. Juntas copresentaron el programa de variedades Guess (1996-2000), el programa de noticias de entretenimiento 100% Entertainment (1998-2005) y el programa de cocina Gourmet Secrets of the Stars (2007-2008). El dúo finalizó su asociación  con Wang Wei-zhong en 2010 y establecieron sus propios estudios.
Como actriz, Hsu saltó a la fama con su papel principal en Meteor Garden (2001), una adaptación en vivo del manga japonés Hana yori dango de Yoko Kamio, que protagonizó junto con los miembros de la banda de chicos F4.Meteor Garden le trajo fama en Indonesia, Filipinas y Tailandia después de que el programa de televisión fuera doblado a los idiomas de esos países.También fue muy popular por sus papeles en series de televisión como: Mars (2004), que coprotagonizó con el miembro de F4, Vic Chou, Corner with Love (2007), Summer's Desire (2010), así como en las películas Silk (2006), My So Called Love (2008), Connected (2008), Hot Summer Days (2010) y Reign of Assassins (2010).
En 2004, publicó la exitosa guía de belleza Beauty Queen, seguida de una secuela en 2007. Ambos libros se hicieron muy populares en todo el mundo de habla china. Hsu también fue una defensora activa de los derechos de los animales y de Personas por el Trato Ético de los Animales. En 2010, ocupó el puesto 33 en la lista Forbes China Celebrity 100.
Después de casarse con el empresario chino Wang Xiaofei en 2011, se retiró de la actuación, pero siguió apareciendo en programas de variedades y anuncios publicitarios. De 2011 a 2012, se desempeñó como presentadora suplente de su hermana Dee en el programa de entrevistas de comedia y variedades Kangsi Coming.  En 2018, realizó su última participación cinematográfica como actriz de doblaje en la versión doblada de la película animada de Pixar Los Increíbles 2. Ese mismo año, presentó el programa de variedades chino Miss Beauty y participó en el programa de telerealidad de matrimonio Xing Fu San Chong Zou (幸福三重奏) con su entonces esposo Wang Xiaofei. En 2019, participó en la segunda temporada del programa Dream Space (戀夢空間) como comentarista y en la serie de diarios de viajes chinos We Are Real Friends (我們是真正的朋友) junto con su hermana con Dee, Mavis Fan y Aya Liu. También coprodujo Dee's Talk (2021-2022), presentado por su hermana pequeña.

## Vida personal
Hsu salió con Blackie Chen durante 7 años desde la secundaria. Posteriormente, salió con el cantante surcoreano Koo Jun-yup desde finales de 1998 hasta 2000. Se separaron debido a la política de «prohibición de citas» de la agencia de Koo. Luego salió con el actor Blue Lan de 2001 a  2005, seguido de una relación de dos años con el actor Vic Chou hasta principios de 2008.
El 16 de noviembre de 2010, se casó con el empresario chino Wang Xiaofei en Pekín. Celebraron su banquete de bodas en la isla de Hainan el 22 de marzo de 2011. Tuvieron dos hijos: una hija, Wang Hsi-yueh (nacida el 24 de abril de 2014), y un hijo, Wang Hsi-lin (nacido el 14 de mayo de 2016) y el 22 de noviembre de 2021, la pareja anunció oficialmente su divorcio en medio de acusaciones de infidelidad y diferencias políticas sobre Taiwán.
Después de su divorcio, ella y su antiguo novio, el cantante Koo Jun-yup, reanudaron su relación. El 8 de marzo de 2022 anunciaron nuevamente su matrimonio. En 2023, el medio taiwanés Mirror Media informó que Hsu había tenido un aborto espontáneo en 2011. El abogado de Hsu emitió posteriormente un comunicado en el que confirmaba el aborto. Hsu se había sometido a una operación el 18 de marzo de 2011, días antes de su banquete de bodas con Wang, para extraerle el feto.
Se sabía que Hsu sufría de epilepsia y prolapso de la válvula mitral y había sido hospitalizada previamente después de sufrir convulsiones, incluido un episodio casi fatal que ocurrió mientras daba a luz a su hijo.

## Fallecimiento
El 29 de enero de 2025, Hsu viajó a Japón durante las vacaciones del Año Nuevo chino y falleció el 2 de febrero a los 48 años, debido a una neumonía causada por complicaciones de la gripe que padecía. La noticia de su muerte fue el tema de mayor tendencia en la plataforma de redes sociales china Weibo. Su hermana, Dee Hsu, confirmó su muerte a la cadena taiwanesa TVBS News el 3 de febrero: «Durante el Año Nuevo Lunar, nuestra familia vino a Japón de vacaciones. Mi querida hermana Barbie nos ha dejado, lamentablemente, tras contraer neumonía, provocada por la gripe». Sus restos fueron posteriormente incinerados y repatriados en un vuelo privado a Taiwán el 5 de febrero.

## Filmografía

### Series de televisión
| Año  | Título en inglés                     | Título en español                          | Papel                | Notas | Ref    |
| ---- | ------------------------------------ | ------------------------------------------ | -------------------- | ----- | ------ |
| 2001 | Meteor Garden                        | Jardín de meteoros                         | Shan Cai             |       | [ 41 ] |
| 2002 | Meteor Garden II                     | Jardín de meteoros II                      | Shan Cai             |       | [ 1 ]  |
| 2002 | The Monkey King: Quest for the Sutra | El Rey Mono: en busca del Sutra            | Espíritu de la nieve |       |        |
| 2003 | Eternity: A Chinese Ghost Story      | Eternidad: una historia china de fantasmas | Nie Xiao Qian        |       | [ 46 ] |
| 2004 | Mars                                 | Marte                                      | Han Qi Luo           |       | [ 1 ]  |
| 2004 | Say Yes Enterprise (求婚事务所)      | Sí empresa                                 | Xiao Niao            |       | [ 46 ] |
| 2005 | Phantom Lover (夜半歌声)             | Amor fantasma                              | Tong Ruo Fan         |       | [ 47 ] |
| 2007 | Corner with Love                     | Esquina con amor                           | Yu Xin Lei           |       | [ 46 ] |
| 2010 | Summer's Desire                      | Burbujas de verano                         | Yin Xia Mo           |       | [ 14 ] |

### Cine
| Año  | Título                          | Papel       | Notas | Ref    |
| ---- | ------------------------------- | ----------- | ----- | ------ |
| 2005 | The Ghost Inside                | Lin Xiaoyue |       | [ 48 ] |
| 2006 | Silk                            | Su          |       | [ 46 ] |
| 2008 | Connected                       | Grace Wong  |       | [ 48 ] |
| 2008 | My So Called Love               | Kitty       |       | [ 49 ] |
| 2009 | On His Majesty's Secret Service |             |       | [ 46 ] |
| 2010 | Hot Summer Days                 | Dingdang    |       | [ 50 ] |
| 2010 | Future X-Cops                   |             |       | [ 46 ] |
| 2010 | Adventure of the King           | Phoenix     |       | [ 46 ] |
| 2010 | Reign of Assassins              | Zhanqing    |       | [ 46 ] |
| 2011 | My Kingdom                      | Xi Mu Lang  |       | [ 51 ] |
| 2012 | Croczilla                       |             |       | [ 46 ] |
| 2012 | Motorway                        |             |       | [ 52 ] |

### Espectáculos de variedades
- Guess Guess Guess - 1998 to 2000

- 100% Entertainment - 1998 to 2006
- Gourmet Secrets of the Stars (大小愛吃) - 2007 to 2008
- Let's Dance (舞林大道) - 2008 to 2009
- Miss Beauty (Beauty小姐) - 2018
- 我们是真正的朋友 - 2019

## Libros
| Año  | Título                      | Tipo             | Ref    |
| ---- | --------------------------- | ---------------- | ------ |
| 2003 | Barbie Essence              | Libro de fotos   | [ 48 ] |
| 2004 | Mei Rong Da Wang (美容大王) | Libro de belleza | [ 48 ] |
| 2005 | Penny Dreadful              | Libro de poesía  | [ 48 ] |
| 2007 | Mei Rong Da Wang II         | Libro de belleza | [ 48 ] |

## Premios y nominaciones
| Año  | Premios                                    | Categoría                                            | Trabajo nominado | Resultado | Ref    |
| ---- | ------------------------------------------ | ---------------------------------------------------- | ---------------- | --------- | ------ |
| 2001 | Premios Golden Bell                        | Mejor actriz protagonista en una serie de televisión | Meteor Garden    | Nominada  | [ 53 ] |
| 2008 | Premios de Cine de Hong Kong               | Mejor Actriz                                         | Connected        | Nominada  | [ 54 ] |
| 2008 | Festival de Televisión de Shanghái         | Mejor Actriz                                         | Corner with Love | Nominada  | [ 55 ] |
| 2012 | Festival Internacional de Cine de Macao    | Mejor Actriz                                         | Croczilla        | Ganadora  | [ 56 ] |
| 2012 | Festival Internacional de Cine de Shanghái | Mejor Actriz                                         | Croczilla        | Nominada  | [ 57 ] |